# 川村万梨阿
川村 万梨阿（かわむら まりあ、1961年11月21日 - ）は、日本の声優、女優、歌手。フリー。夫はメカニックデザイナー、漫画家の永野護。

## 経歴
子供の頃は、両親の他に祖父母、曾祖父母と同居の4世代家庭で育つ。子供の頃から本、漫画を読んでいるのが好きで、わりとおとなしい子供だった。家の前に大きな道路があったことから、外にあまり出ずに熱もよく出しており、けっこう体が弱く学校でも浮いてしまって、よくいじめられたという。
小さい頃は映画も好きで、中でも映画『こんにちは赤ちゃん』が好きで、4回ぐらい見ていた。この主題歌も好きで、自然に「歌手になろう」と思うようになっていた。小学生の時に新宿コマ劇場で歌謡ショーとミュージカルの2部構成の「江利チエミショー」を観に行ったことが初めて観た本格的な演劇であり、この時はミュージカルに魅了されたという。
中学校進学後、当時人気があった『エースをねらえ!』や『スマッシュをきめろ!』に憧れており、テニス部に所属していた。中学時代に入っていた文芸部が定員割れで演劇部と合併し、演劇を体験したことから女優を志す。富士見高校入学後は、マンガ研究会に入って放送劇に参加しつつ、アニメファンの活動をしており、江古田にあったアニメファンのたまり場の喫茶店「まんが画廊」で、小牧雅伸、ゆうきまさみ、蛭児神建らとともに常連客であった。「まんが画廊」の友人の誘いでアニメ雑誌の編集のアルバイトをするようになった。
高校卒業後の1980年（昭和55年）に、東映の演技研修所の研修生となる。初仕事は、ワイドショー『小川宏ショー』のレポーターで、女優デビューは『太陽戦隊サンバルカン』第8話（紳士服店の店員役。本名の川村繁代名義）。その他にも東映制作のスーパー戦隊シリーズや『特捜最前線』『Gメン75』など実写のドラマに出演するなどの活動をした。
東映研修所を卒業し、研修所付属の東映演研プロダクションに所属。友人の手伝いでアニメ雑誌でアニメ監督の富野由悠季を取材し、しばらくして新作のオーディションを受けるように誘われて、1983年（昭和58年）に『聖戦士ダンバイン』（チャム・ファウ役）で声優デビューする。
『聖戦士ダンバイン』の後番組である1984年（昭和59年）放送の『重戦機エルガイム』のガウ・ハ・レッシィ役のオーディションに合格したことから、声優への転身を決意し、東映演研プロダクションから設立されたばかりの声優プロダクション、アーツビジョンへ移籍。富野由悠季作品には、その後も、1985年（昭和60年）の『機動戦士Ζガンダム』（ベルトーチカ・イルマ役）と、同枠の作品に続けて出演。
日髙のり子はかつてラジオで、松井菜桜子とともに「女王様声の双璧」として川村を挙げている。また、後輩である林原めぐみには松井とともに「頭が上がらない声優仲間」の1人として挙げられている。また、鶴ひろみ、富沢美智恵らとともにお嬢様・高飛車キャラクターを演じて名を挙げている。
2001年（平成13年）半ば、体調を崩し一時休養するが、この際当時担当していた『ぐ〜チョコランタン』のスプー役を降板。親交の深かった後輩声優の橘ひかりが、役を引き継ぐこととなった。橘とは、ラオックスの公式サイト内で「タコタコレビュー」というゲームレビューページを一緒に担当するなど、アーツビジョン時代は一緒に仕事をすることが多かった。
2003年（平成15年）頃、アーツビジョンの所属から離れ、その後フリーで活動。2010年（平成22年）12月現在、営業業務の一部を複数プロダクションに委託・提携している。
月刊ホビージャパン（2011年10月号でキャラの!から移籍）で『川村万梨阿＆椋本夏夜の淑女的日常』というコラムを執筆している。
2014年5月10日より、期間限定公式ツイッターを始める。
2014年6月18日 歌手活動、31周年記念アルバムBOX「ΟΔΥΣΣΕΙΑ（オデッセイ）」を発売。「限定生産BOX、LPジャケットサイズ、ジャケットイラストは永野護書下ろし」
2014年10月2日 デビュー記念としてプライベートで製作した"ファッションドールmomoko"カスタムモデルの『川村万梨阿momoko』2体が、製作先のペットワークスにて写真公開した。
2023年3月11日 第17回声優アワードにて高橋和枝賞を受賞。

## 人物・エピソード

### 特色
演じる役柄は女性役が多く、気が強く女王様気質のキャラクターが目立っている。

### コスプレ
上記の通り、アニメファンとしての活動歴があり、その当時から何度かコスプレを公の場で披露している。
- 1981年（昭和56年）2月22日に『機動戦士ガンダム』映画化にあたって新宿東口で行われたイベント「アニメ新世紀宣言」では、ララァ・スンのコスプレで「ファン代表」として登場している。
- 『うる星やつら』のアニメ化記念イベントにラムのコスプレで参加しており、当時の『週刊少年サンデー』のカラーグラビアにもその姿が掲載されている。
- 『聖戦士ダンバイン』でチャム・ファウの声を演じていたが、当時の『アニメック』誌上の折り込みグラビアで、レオタードにタイツ、背羽根までつけたチャム・ファウのコスプレを披露している。
- アメリカのアニメファンのイベントに招待された時、『スレイヤーズ』シリーズのナーガをイメージした黒い衣装を着て登場し、「能あるライバルは爪を隠す」を歌った。またその際、「アメリカにやってきたナーガ」という設定で台詞も喋っている。

### 交友関係
富野由悠季はアニメデビュー作『聖戦士ダンバイン』の監督で、芸名「万梨阿」の漢字の名付け親でもある。「マリア」という名称自体は、それ以前から本人が名乗っていた。
漫画家の新谷かおるとは高校時代からの知り合いであり、『クレオパトラD.C.』では当初スエン役でオーディションにエントリーしていたが、新谷の要望により主人公・クレオパトラ役を引き受けることになった。
デビュー作で共演した主演の中原茂とは、アフレコ現場で彼によく面倒を見てもらった事を契機に、今でも交流が続いており、「茂ちゃん」「万梨阿ちゃん」と呼び合う仲でもある。

### モデルキャラクター
『ジ・アニメ』によれば、『戦闘メカ ザブングル』の登場人物マリア・マリアは川村をモデルにしていたとしている。これはまだ川村が声優としてのデビューを果たす前の「ファン代表」だった頃のエピソードである。劇中での声は島本須美、能村弘子らが担当していた。
漫画家のゆうきまさみとは知り合いであり、『究極超人あ〜る』に登場する西園寺まりいは川村をモデルとした。同作品のドラマCDやOVAでは、川村が声を担当した。その際、川村が「この役のせいで、高飛車お嬢様しか役がこなくなった」と愚痴をこぼしているが、ゆうきは「何言ってんだ!ノリノリだったくせに!」とツッコみ、スタッフはこれ以上ないハマり役だったと褒めている（同ドラマCDの歌詞カードより）。
矢野健太郎の漫画『インジュカーシス』の固有名詞のいくつかは、実在の地名や人名のローマ字の逆綴りから命名されているが、「アイラム=アルマワック（AIRAM-ARUMAWAK）王家」、登場人物の1人「ウロマモ=ナガン（UROMAMO-NAGAN）」など、川村（と永野）に由来するものがある。

### 家族
妹がいる。
デザイナーの永野護と12年の交際の末、1991年11月に挙式。仲人は富野由悠季夫妻が務めた。
上記の「アニメ新世紀宣言」イベントのとき永野はシャア・アズナブルのコスプレをして宣言を読み上げていた。ただし後にイベントの際、最前列のファンがその話をしていたのを聞きつけ、「それは禁句」と言ったという。1980年代中盤頃の話である。
永野がメインで関わるアニメ作品には大抵の場合何らかの形で関わっており、『ファイブスター物語』のイメージアルバムではメインボーカルを担当。パンク、ロック、ポップス、バラードの各々を歌いあげた。また、同作品が映画化された際もヒロインであるラキシスを担当している。永野の初アニメ映画監督作品『花の詩女 ゴティックメード』ではヒロイン・ベリンを演じ、主題歌「空の皇子 花の詩女」の歌唱と作詞も担当。

## 出演
太字はメインキャラクター。

### テレビアニメ
1983年
- 聖戦士ダンバイン（1983年 - 1984年、チャム・ファウ）

1984年
- 重戦機エルガイム（1984年 - 1985年、リリス・ファウ、ガウ・ハ・レッシィ）
- ふしぎなコアラブリンキー（リンダ）

1985年
- 魔法の妖精ペルシャ（白雪姫）
- 機動戦士Ζガンダム（ベルトーチカ・イルマ）

1986年
- ドリモグだァ!!

1987年
- 愛の若草物語（サリー・ガーディナー）
- きまぐれオレンジ☆ロード（1987年 - 1988年、女子大生）
- ビックリマン（1987年 - 1989年、火除け如来、レスQ天女 / レスQ幻神）
- 瞳のなかの少年 十五少年漂流記（ケイト）
- プロゴルファー猿（1987年 - 1988年、青花）

1988年
- 宇宙伝説ユリシーズ31
- 美味しんぼ（鈴子、楊まゆみ）
- おそ松くん（クミコ）
- シティーハンター2（ユリ子）
- 聖闘士星矢（フレア）
- トッポ・ジージョ（シモーヌ）
- ハロー!レディリン（ヴィヴィアン・スペンサー）
- ひみつのアッコちゃん（第2作）（シオリ）
- ホワッツマイケル（ポッポ）

1989年
- エスパー魔美（今村美樹）
- おぼっちゃまくん（1989年 - 1992年、御嬢沙麻代）
- それいけ!アンパンマン（1989年 - 2012年、みずうみ姫、アコヤちゃん、チンクル、風鈴くん、シャンプーちゃん、紙風船ポンポン）
- 天空戦記シュラト（黒木美奈）
- ピーターパンの冒険（タイガー・リリー、ルナ）
- 魔法使いサリー（1989年 - 1991年、あざみ）

1990年
- NG騎士ラムネ&40（レイユウ）
- キャッ党忍伝てやんでえ（1990年 - 1991年、ウサ姫）
- チンプイ（マリ〈変装時〉）
- 八百八町表裏 化粧師（お雪）
- ふしぎの海のナディア（女兵士）
- 藤子不二雄Aの夢魔子（夢魔子）
- RPG伝説ヘポイ（1990年 - 1991年、シスターケイト）
- ロビンフッドの大冒険（1990年 - 1992年、ウィニフレッド）
- 私のあしながおじさん（カレン・パターソン）

1991年
- 少年アシベ（ノリコ、スガオのママ、両々、諸々）
- トラップ一家物語（ヘートヴィッヒ）
- ハイスクールミステリー学園七不思議（氷川さちこ）
- まじかる☆タルるートくん（神宮寺光子 / 本丸の祖母、精霊）

1992年
- 超電動ロボ 鉄人28号FX（マヤ）
- 花の魔法使いマリーベル（スノーン）
- ファンタジーアドベンチャー 長靴をはいた猫の冒険

1993年
- クレヨンしんちゃん（1993年 - 2015年、看護婦、おねえさん、シーラ、秘書アプリ）
- GS美神（テレサ、人魚のナミコ）
- ツヨシしっかりしなさい（ジョディ）
- ミラクル★ガールズ（山科千夏）
- 無責任艦長タイラー（ノリコ・バッハ）

1994年
- おまかせスクラッパーズ（大島ツバキ）
- とんでぶーりん（立石菜々子 / キューティチャオ）
- 美少女戦士セーラームーンS（ユージアル）
- 幽☆遊☆白書（氷菜）

1995年
- アメリカ物語 ファイベルの冒険（ターニャ）
- 黄金勇者ゴルドラン（マリア）
- 怪盗セイント・テール（紀子）
- 十二戦支 爆烈エトレンジャー（1995年 - 1996年、タルト、オーラ姫、シンデレラ）
- ロミオの青い空（アンジェレッタ・モントバーニ）

1996年
- 快傑ゾロ（ロリタ・プリド）
- 新世紀エヴァンゲリオン（アスカの母）
- シンデレラ物語（シンデレラ）
- セイバーマリオネットJ（1996年 - 1998年、玉三郎） - 2シリーズ

1997年
- 吸血姫美夕（高島沙織）
- ゲゲゲの鬼太郎（第4作）（天狐）
- 少女革命ウテナ（千唾馬宮、影絵少女A子）

1998年
- はれときどきぶた（花嫁さん）
- ふしぎなメルモ（リニューアル版）（メルモ、赤ん坊の兄貴）
- ブレンパワード（ヒギンズ・サス）
- まもって守護月天!（雅子）

1999年
- エデンズボゥイ（先見の姫）
- ドラえもん（テレビ朝日版第1期）（雪の女王）
- へっぽこ実験アニメーション エクセル♥サーガ（キョーコ）
- ポケットモンスター（カンナ）

2000年
- 学校の怪談（口裂け女、闇目 / 松田忍）

2002年
- キディ・グレイド（リタ・ベラッキオ）
- 東京ミュウミュウ（仁科麗）
- ラーゼフォン（真理子）

2003年
- 獣兵衛忍風帖 龍宝玉篇（千）
- 成恵の世界（七瀬成美）
- ぷちぷり*ユーシィ（フレーレ）
- ポポロクロイス（ナルシア王妃、風の精霊）
- 名探偵コナン（2003年 - 2015年、江崎幸子、船本兼世、佐倉真悠子、羽根木りょう）

2004年
- うた∽かた（木暮沙耶）
- サムライチャンプルー（葡萄牙）
- 遙かなる時空の中で-八葉抄-（シリン）
- ブラック・ジャック（ミリアム）

2005年
- ドラえもん（テレビ朝日版第2期）（2005年 - 2015年、女神、女性ロボット、いたわりロボット）

2006年
- 働きマン（三村の妻）
- ポケットモンスター アドバンスジェネレーション（ユマ）
- xxxHOLiC（ハナハナ）
- まじめにふまじめ かいけつゾロリ（姉A）
- まもって!ロリポップ（サラサ）
- ラブゲッCHU 〜ミラクル声優白書〜（河合マリア）

2007年
- DARKER THAN BLACK -黒の契約者-（磯崎静香）
- 遙かなる時空の中で3 シリーズ（2007年 - 2010年、北条政子） - 2シリーズ
- ポケットモンスター ダイヤモンド&パール（モミ）

2008年
- ロザリオとバンパイア CAPU2（リリス）

2009年
- スレイヤーズEVOLUTION-R（ナーマ）
- 天体戦士サンレッド（お散歩ナレーション）

2010年
- ポケットモンスター ベストウイッシュ（マコモ博士）

2011年
- いつか天魔の黒ウサギ（天魔）
- SHIN-MEN（キン）

2012年
- 人類は衰退しました（ナレーション）

2013年
- RDG レッドデータガール（宗田静枝）

2015年
- 新あたしンち（松永さん）

2016年
- 紅殻のパンドラ（シノカオミ）
- 機動戦士ガンダムUC RE:0096（ベルトーチカ・イルマ）
- 不機嫌なモノノケ庵（依頼人の母）

2018年
- TO BE HEROINE（オオ、パイパイ）

### 劇場アニメ
1988年
- 機動戦士ガンダム 逆襲のシャア（クェス・パラヤ）
- きまぐれオレンジ☆ロード あの日にかえりたい（まどかの姉）

1989年
- ファイブスター物語（ラキシス）

1990年
- ハローキティのおやゆびひめ（妖精B）

1991年
- ハローキティの魔法の森のお姫さま（フローラ姫）

1995年
- スレイヤーズシリーズ（1995年 - 2001年、白蛇のナーガ） - 5作品

1996年
- 新きまぐれオレンジ☆ロード capricious orange road そして、あの夏のはじまり（まどかの姉）

1997年
- 新世紀エヴァンゲリオン劇場版 Air/まごころを、君に（惣流・キョウコ・ツェッペリン、アナウンス、オペレーター女）

1999年
- 少女革命ウテナ アドゥレセンス黙示録（影絵少女A子）

2002年
- シックス・エンジェルズ（天使）

2005年
- 機動戦士ΖガンダムII A New Translation -恋人たち-（ベルトーチカ・イルマ）

2010年
- おまえ うまそうだな（ペロペロ）

2012年
- クレヨンしんちゃん 嵐を呼ぶ!オラと宇宙のプリンセス（キンキン・ケロンパー）
- 花の詩女 ゴティックメード（詩女ベリン）

2013年
- 映画ドラえもん のび太のひみつ道具博物館（女神）

2021年
- 機動戦士ガンダム 閃光のハサウェイ（クェス・パラヤ）

### OVA
1985年
- メガゾーン23シリーズ（1985年 - 1986年、高中由唯） - 2作品
- くりいむレモン PART9 ハプニング・サマー（ケーコ）

1986年
- ウォナビーズ（秘書）
- ガルフォース（エルザ）

1987年
- ハイスクールAGENT
- 花のあすか組! 新歌舞伎町ストーリー（姫）

1988年
- 孔雀王（池田初子）
- ザナドゥ ドラゴンスレイヤー伝説（リエル・デ・ミラン・ブライレント）
- ズッコケ時空冒険（若林雪子）
- ドキドキ学園 決戦!!妖奇大魔城（ジュラーン）
- トップをねらえ!（1988年 - 1989年、ユング・フロイト）
- New Story of Aura Battler DUNBINE（チャム・ファウ）

1989年
- アッセンブル・インサート（園場かぎり）
- レアガルフォース（フォルティン）
- ガルフォース 地球章（フォルティン）
- 機動戦士SDガンダムMARK-II（お姫さま）
- 強殖装甲ガイバー（尾沼志津）
- クレオパトラD.C.（クレオパトラ・コーンズ）
- MEGAZONE23 III（リサ）

1990年
- アリーズ 神話の星座宮（ベルセフォネー / 佐倉亜理沙）
- 暗黒神話（弟橘姫）
- 白鳥麗子でございます!（白鳥麗子）
- 花のあすか組!2 ロンリーキャッツ・バトルロイヤル（姫）
- 八神くんの家庭の事情（五十里真幸）

1991年
- きまぐれオレンジ☆ロード ルージュの伝言（まどかの姉）
- 究極超人あ〜る（西園寺まりい）

1992年
- ウルフガイ（虎二）
- 機神兵団（白蘭花）
- 源氏（長谷川桜）
- スクランブル・ウォーズ 突走れ!ゲノムトロフィーラリー（エルザ、フォルティン）
- 放課後のティンカー・ベル（宮崎涼子）

1993年
- 妖世紀水滸伝（木島冴子）

1994年
- Compiler（インタプリタ）

1995年
- 3×3 EYES 〜聖魔伝説〜（レディ）

1996年
- スレイヤーズシリーズ（1996年 - 1999年、白蛇のナーガ） - 2シリーズ
- Ninja者（ジャメ）

1997年
- 綾音ちゃんハイキック!（宮川桜子）
- 神秘の世界エルハザード2（イフリータ）
- でたとこプリンセス（サファイア王妃）
- またまたセイバーマリオネットJ（玉三郎）
- プリンセス・ルージュ（ベガ）

2001年
- シズラープロジェクト ※『トップをねらえ!』DVD3巻映像特典

2002年
- 遙かなる時空の中で〜紫陽花ゆめ語り〜（シリン）

2003年
- GUNDAM EVOLVE 5 RX-93 ν GUNDAM（クェス・パラヤ）
- 遙かなる時空の中で2〜白き龍の神子〜（シリン）

2004年
- テイルズ オブ ファンタジア THE ANIMATION（メリル・アドネード）

2010年
- 機動戦士ガンダムUC（ベルトーチカ・イルマ）

2011年
- カーニバル・ファンタズム（第5話ナレーション）

### ゲーム
1992年
- ファージアスの邪皇帝（マテル、ウィノナ）※PCエンジン版
- トップをねらえ！Gunbuster VOL.1（ユング・フロイト）
  - トップをねらえ！Gunbuster VOL.2（1993年、ユング・フロイト）

1993年
- ヴァイ 〜流星の鎧〜（レイファン）
- ヴェインドリームII（魔神）※FM-TOWNS版
- 誕生 〜Debut〜（本田みすず）

1994年
- 女神天国（ママメガ）

1995年
- エーゲ海の雫 256色版（知恵の女神アテナ）

1996年
- 新スーパーロボット大戦（クェス・パラヤ）
- 戦国ブレード（こより）※セガサターン版
- 第4次スーパーロボット大戦S（クェス・パラヤ、チャム・ファウ、ガウ・ハ・レッシィ）
- ファーランドサーガ（オフィーリア）
- ファーランドストーリーFX（フェリオ）

1997年
- アザーライフ アザードリームス（チェリル・チャイルド）
- QUIZなないろDREAMS 虹色町の奇跡（森次めぐみ）
- スーパーロボット大戦F（チャム・ファウ、リリス・ファウ、ガウ・ハ・レッシィ）
- スレイヤーズ ろいやる（白蛇のナーガ）
- ファーランドストーリー 〜四つの封印〜（フェリオ）
- プリンセスメーカー ゆめみる妖精（妖精の女王）
- ホワイトダイアモンド（シュナ）

1998年
- SDガンダム GGENERATION（1998年 - 2025年、ベルトーチカ・イルマ、クェス・パラヤ、クレア・ヒースロー〈NEO・SEED〉） - 15作品
- 新世紀エヴァンゲリオン エヴァと愉快な仲間たち（ユング・フロイト）
- 少女革命ウテナ いつか革命される物語（影絵少女A子、千唾馬宮）
- スーパーロボットスピリッツ（チャム・ファウ）
- スーパーロボット大戦F 完結編（チャム・ファウ、リリス・ファウ、ガウ・ハ・レッシィ、ベルトーチカ・イルマ、クェス・パラヤ、ユング・フロイト）
- スレイヤーズ ろいやる2（白蛇のナーガ）
- スレイヤーズわんだほ〜（白蛇のナーガ）
- 戦国美少女絵巻 空を斬る!!（吹雪）
- 天仙猫々 〜劇場版〜（飛麗）
- 「ぶたゲー」でいいんじゃない？ （涼子）
- マール王国の人形姫（クルル、シェリー）
- 名探偵コナン（麗子）

1999年
- ヴァルキリープロファイルシリーズ（1999年 - 2016年、フレイ） - 5作品
- エースコンバット3（シンシア・ブリジット・フィッツジェラルド）
- スーパーロボット大戦コンプリートボックス（チャム・ファウ、ベルトーチカ・イルマ、クェス・パラヤ）
- リトルプリンセス マール王国の人形姫2（クルセイル・シェリー・マール・Q〈クルル〉、シェリー）

2000年
- サンライズ英雄譚R（チャム・ファウ）
- スーパーロボット大戦α（チャム・ファウ、クェス・パラヤ、ユング・フロイト）
- 天使のプレゼント マール王国物語（クルセイル・シェリー・マール・Q〈クルル〉、シェリー）
- 遙かなる時空の中で（シリン）
- ポポロクロイス物語II（ナレーション）
- 悠久組曲 All Star Project（イヴ・ギャラガー）
- ロックマンDASH2 エピソード2 大いなる遺産（マチルダ）

2001年
- 風のクロノア2（大巫女）
- スーパーロボット大戦α for Dreamcast（2001年、チャム・ファウ、クェス・パラヤ、ユング・フロイト）
- 遙かなる時空の中で2（シリン）
- マールDEジグソー（クルセイル・シェリー・マール・Q〈クルル〉）
- リアルロボットレジメント（チャム・ファウ）

2002年
- スーパーロボット大戦IMPACT（チャム・ファウ、クェス・パラヤ）
- ポポロクロイス はじまりの冒険（ナルシア王妃）
- ラ・ピュセル 光の聖女伝説（マムロン、アンジェリカ、女神ポワトゥリーヌ）

2003年
- OVER THE MONOCHROME RAINBOW featuring SHOGO HAMADA（トリステス）
- SUNRISE WORLD WAR Fromサンライズ英雄譚（クェス、レッシィ、リリス、チャム）
- 新世紀エヴァンゲリオン2 造られしセカイ -another cases-（惣流・キョウコ・ツェッペリン）
- スターオーシャン Till the End of Time（フレイ）
- 第2次スーパーロボット大戦α（ヒギンズ・サス、クェス・パラヤ）
- 遙かなる時空の中で-盤上遊戯-（シリン）
- マールじゃん!!（クルセイル・シェリー・マール・Q〈クルル〉）

2004年
- スーパーロボット大戦GC（リリス・ファウ、ガウ・ハ・レッシィ）
- 遙かなる時空の中で3（北条政子）
- ポポロクロイス 月の掟の冒険（ナルシア王妃）

2005年
- Another Century's Episode
- 第3次スーパーロボット大戦α 終焉の銀河へ（ユング・フロイト）
- ローグギャラクシー（フレイディアス）

2006年
- Another Century's Episode 2
- SDガンダム GGENERATION PORTABLE（クェス・パラヤ）
- スーパーロボット大戦XO（リリス・ファウ、ガウ・ハ・レッシィ）
- 遙かなる時空の中で3 運命の迷宮（茶吉尼天）

2007年
- Another Century's Episode 3 THE FINAL（クェス・パラヤ）

2008年
- ガンダム無双2（クェス・パラヤ）

2009年
- アンティフォナの聖歌姫 〜天使の楽譜 Op.A〜（グリンダ）
- 機動戦士ガンダム ガンダムVS.ガンダムNEXT（クェス・パラヤ）
- スーパーロボット大戦NEO（キャオス・レール）
- プリウスオンライン（ロン・フェミナ）
- ラ・ピュセル†ラグナロック（マムロン、アンジェリカ、女神ポワトゥリーヌ）

2010年
- ガンダムアサルトサヴァイブ（クェス・パラヤ）
- 機動戦士ガンダム エクストリームバーサス（2010年 - 2016年、クェス・パラヤ） - 4作品

2011年
- Another Century's Episode Portable（チャム・ファウ、リリス・ファウ、クェス・パラヤ）
- 機動戦士ガンダム 新ギレンの野望（クェス・パラヤ）

2012年
- エクストルーパーズ（セルカ）

2013年
- スーパーロボット大戦Operation Extend（チャム・ファウ、リリス・ファウ、ガウ・ハ・レッシィ）
- スーパーロボット大戦シリーズ（2013年 - 2018年、チャム・ファウ） - 4作品

2014年
- スーパーヒーロージェネレーション（α・アジール）
- 第3次スーパーロボット大戦Z（2014年 - 2015年、クェス・パラヤ） - 2作品
- ファンタシースターオンライン2（アリス）

2015年
- 聖闘士星矢 ソルジャーズ・ソウル（フレア）

2016年
- グランブルーファンタジー（白蛇のナーガ）

2017年
- スターオーシャン:アナムネシス（フレイ）

2018年
- グリムノーツ Repage（フレイ）

2019年
- スーパーロボット大戦T（チャム・ファウ、クェス・パラヤ、ユング・フロイト）
- テイルズ オブ ザ レイズ（2019年 - 2022年、フレイ、白蛇のナーガ）
- スーパーロボット大戦DD（2019年 - 2022年、チャム・ファウ、ベルトーチカ・イルマ、クェス・パラヤ）

2021年
- スーパーロボット大戦30（リリス・ファウ、ガウ・ハ・レッシィ）
- 機動戦士ガンダム U.C. ENGAGE（2021年 - 2024年、ベルトーチカ・イルマ、クェス・パラヤ）

2022年
- 風のクロノア 1&2アンコール（大巫女）
- SDガンダム バトルアライアンス（クェス・パラヤ） - DLC追加キャラクター
- タクティクスオウガ リボーン（シェリー・フォリナー）
- 機動戦士ガンダム アーセナルベース（クェス・パラヤ）

2024年
- ドラゴンクエストX 未来への扉とまどろみの少女 オンライン（女神ゼネシア）

### ドラマCD
- アーシアン ドラマCD（ガブリエル）
- アニメイトCDコレクション サイバーボッツ（デビロット）
- アリーズ〜神話の星座宮〜（ベルセフォネー）
- インフェリウス惑星戦史外伝 CONDITION GREEN（マリサ・プチノバ）
- 気象精霊記（セーラ・イシュタル・カーシャ）
  - 気象精霊記1 集中豪雨の潰し方
  - 気象精霊記2 正しい台風の起こし方
- 究極超人あ〜る イメージアルバム シリーズ（西園寺まりい）
- 金田一少年の事件簿 悪魔組曲殺人事件（紅亜理沙）
- GOD SAVE THE すげこまくん!（松沢まみ子）
- CDドラマコレクションズ 三國志（貂蝉）
  - 七、呂布奉先之巻〜狼将、暁に彷徨う〜
  - 八、劉備玄徳之巻〜帝星、天漢に煌く〜
  - 第一部総集編〜夢の軌跡・桃園の契りから三國鼎立まで〜
- CDシアター ドラゴンクエスト
  - CDシアター ドラゴンクエストIV（シンシア）
  - CDシアター ドラゴンクエストV（ビアンカ）
- SUPER MARIO BROS. SPECIAL（ピーチ姫）
- ストリートファイターEX ドラマCD（イライザ）
- スレイヤーズ シリーズ（白蛇のナーガ）
- 覇王大系リューナイト CDシネマ3「ティア・ダナーンの闘い」第2章（シアン）
- スレイヤーズVSオーフェン〜史上最悪の邂逅〜（白蛇のナーガ）
- 低俗霊狩り SADISTIC DOMINA（流香魔魅）
- 天使のボディガード/折原みと（姫野木倫子）
- なないろDREAMS虹色町の奇跡 ドラマアルバム（森次めぐみ）
- 遙かなる時空の中で シリーズ（シリン、北条政子、夕霧）
- プリンセス・ルージュ（ベガ）
- ラ・ピュセル 光の聖女伝説（マムロン）
- リトルプリンセス マール王国の人形姫2（クルル、シャルテ）

### 吹き替え

#### 映画
- キャノンボール3 新しき挑戦者たち（ローリン〈アリッサ・ミラノ〉）※VHS版
- サルサ/灼熱のふたり（ローラ）
- タッカー（マリリン・リー・タッカー〈ニーナ・シーマツコ〉）※日本テレビ版（4Kレストア版DVD、BDに収録）

#### テレビドラマ
- 新スタートレック（ロビン・レフラー少尉）
- ファミリータイズ（マロリー・キートン）※ビデオ版
- フラグルロック（モーキー・フラグル）

#### アニメ
- シンデレラ（スージー）※1992年公開版
- 小さな森の精 あいあむ!スマーフ（スマーフェット）
- スヌーピーとチャーリーブラウン（バイオレット）

#### 人形劇
- フラグルロック（モーキー・フラグル）

### テレビドラマ
- 大江戸捜査網
- Gメン'75　第312話「口紅連続殺人事件」（1981年） − 被害者女性
- 太陽戦隊サンバルカン 第8話「父が歌う手まり唄」（1981年、テレビ朝日） - 洋品店の女店員 ※川村繁代名義
- 時代劇スペシャル 十六文からす堂 初夜は死の匂い（1982年6月10日、フジテレビ）
- Gメン'82 第12話「白バイvsカーアクション殺人事件」（1983年2月6日、TBS）
- 宇宙刑事シャリバン 第17話「新型二階だてバスのふしぎな異次元旅行」（1983年6月24日、テレビ朝日） - アローライナー乗客
- 特捜最前線 第331話「小さな紙吹雪の叫び!」（1983年9月28日、テレビ朝日）
- ペットントン 第6話「秋風に乗ってトントン家出」（1983年11月6日、フジテレビ） - ケーブルカーのガイド
- TVオバケてれもんじゃ（1985年）
- もりもりぼっくん 第34話「サムシングの風立ちぬ」（1986年11月23日、フジテレビ）

### 映画
- ビッグマグナム 黒岩先生（1985年）
- 危ない話（1989年） - フィリピン人ホステス

### テレビ番組
- おかあさんといっしょ（スプー〈初代〉）
  - スプーとガタラット（おかあさんといっしょ内ミニ人形劇）（スプー）
  - ぐ〜チョコランタン（おかあさんといっしょ内人形劇）（スプー〈初代〉、女王クイーンラグナグ〈スプーのママ〉）
  - ふしぎな汽車でいこう〜60周年記念コンサート〜（スプー、2019年11月）
- みんなの広場だ!わんパーク（スプー〈初代〉）
- NHK教育 しぜんとあそぼ 「つばめ」（ナレーション）
- NHK教育 夢りんりん丸（マリリン）
- プチプチ・アニメ ニャッキ!（ピンクちゃん、フルール）

### 人形劇
- こどもにんぎょう劇場 「わがままな大男」（ナレーション）

### ラジオ
- アニメトピア
- カフェMARIA
- 野村宏伸のグッドフィーリグ・マイヒーロー（FM東京）
- 野村宏伸のスーパー&NEW〜イカした仲間たち（東京FM）

### インターネットテレビ
- 宮路一昭、川村万梨阿のアニタメ温故知新！（ニコニコ生放送、声優グランプリチャンネル：2014年4月15日 - 2014年9月9日）
- 宮路一昭、川村万梨阿のアニタメ温故知新！（ニコニコ生放送：辰巳出版グループ「tatsumi01、（たつみぜろわん）」ユーザーコミュニティー：2014年10月8日 - 2015年4月8日）、（ニコニコ生放送、たつみTVチャンネル：2015年5月7日 - 2015年11月5日）月1回

### CD & DVD
- 86グランプリ　オールスターオンステージ　アニメトピア歌謡音楽祭
- オデッセイ（デビュー31周年記念アルバムBOX「限定生産BOX、LPジャケット仕様」）
- ぐ〜チョコランタン シリーズ（おかあさんといっしょ内）（スプー〈初代〉）
- ZIGION（ソロデビュー作）
- RIPPLE
- Super Nova/永野護 (Vocal)
- The Five Star Stories グリーン＆ゴールド (Vocal)
- The Five Star Stories (Vocal)
- ファイブ・スター・ストーリーズ/川村万梨阿 (Vocal)
- CANARY
- 月と桜貝
- 春の夢-サンクタス-
- るり色プリンセス
- 折原みと ティーンズハートコレクションI・II・III
- パラパラアイアイ（スプー名義）
- ダンシング・クィーン（ダンシング・クイーンとチキチータを歌唱）
- キミチーター（ぼくらはヒョウ）（「むしまるQゴールド大集合 大脱皮のテーマ」収録）
- ライブビデオ ネオロマンスフェスタ シリーズ（シリン、北条政子）

### その他コンテンツ
- 日本一ソフトウェア 10周年記念チャリティーコンサート
- シェルブリット サナフス68
- うずの丘大鳴門橋記念館 うずしお科学館内上映「うずしお絵巻」
- パチスロ「エージェント・クライシス」（ジルコニア）
- 遙かなる時空の中で ファン感謝祭
- 日本一ソフトウェア25周年 全国キャラバン トークイベントvol.3
- FANTASIA ANNIVERSARY LIVE 2019
- オーディオブック「筺底のエルピス」全巻（朗読）

### 書籍
- 私も悩んでおとなになった―声優っておもしろい（自分探しの旅シリーズ）（ポプラ社 1998年4月） ISBN 4-591-05571-X
- 川村万梨阿写真集 M@RIA（TOYSPRESS 1998年6月20日）
- 川村万梨阿と椋本夏夜の淑女的日常（ホビージャパン 2015年1月17日）ISBN 978-4-7986-0921-8

## ディスコグラフィ

### シングル
|      | 発売日         | タイトル                    | 規格品番   | オリコン 最高位 |
| ---- | -------------- | --------------------------- | ---------- | --------------- |
| 1st  | 1987年         | ZIGION 〜愛・メッセージ〜   | CWP-79     | 圏外            |
| 2nd  | 1987年6月1日   | 瞳のなかで 〜Dancin' Eyes〜 | AH-835     | 圏外            |
| 3rd  | 1987年11月21日 | FOOL for THE CITY           | AH-886     | 圏外            |
| 4th  | 1988年6月1日   | 夢のなかで                  | AH-944     | 圏外            |
| 5th  | 1995年7月21日  | 能あるライバルは爪を隠す    | KIDA-109   | 55位            |
| 配信 | 2012年10月10日 | 空の皇子 花の詩女           | COKM-31598 |                 |

### アルバム
|     | 発売日                   | タイトル                                    | 規格品番   | オリコン 最高位 |
| --- | ------------------------ | ------------------------------------------- | ---------- | --------------- |
| ※   | 1988年6月21日            | Green And Gold from "The Five Star Stories" | COR-2500   | 43位            |
| 1st | 1989年7月21日            | CANARY                                      | 30CH-407   | 圏外            |
| 2nd | 1991年5月21日            | 春の夢 -Sanctus-                            | COCC-7587  |                 |
| 2nd | 2012年10月31日（再発売） | 春の夢 -Sanctus- +2                         | COCX-37662 |                 |
| 3rd | 1993年6月25日            | 月と桜貝                                    | PICA-1015  |                 |
| ※   | 2001年2月24日            | Anime Toonz Vol. 2: Maria Kawamura          | JBK-08033  |                 |

### ミニ・アルバム
|   | 発売日        | タイトル              | 規格品番  | オリコン 最高位 |
| - | ------------- | --------------------- | --------- | --------------- |
| ※ | 1988年7月21日 | The Five Star Stories | 15CC-8052 | 圏外            |

### ボックス・セット
|     | 発売日        | タイトル                                               | 規格品番      | オリコン 最高位 |
| --- | ------------- | ------------------------------------------------------ | ------------- | --------------- |
| 1st | 2014年6月18日 | 川村万梨阿 31周年ベストアルバム ΟΔΥΣΣΕΙΑ（オデッセイ） | COCX-38621〜4 | 110位           |

### 歌手参加楽曲
| 発売日        | 商品名     | 歌                   | 楽曲               | 備考              |
| ------------- | ---------- | -------------------- | ------------------ | ----------------- |
| 1992年7月25日 | 狂おしい夏 | 佐々木望、川村万梨阿 | 「愛、忘れないで」 | OVA『源氏』挿入歌 |

### キャラクター・ソング
| 発売日   | 商品名                                                                          | 歌 | 楽曲            | 備考                                                              |
| 1987年   | 1987年                                                                          | 1987年 | 1987年          | 1987年                                                            |
| -------- | ------------------------------------------------------------------------------- | --- | --------------- | ----------------------------------------------------------------- |
| 2月25日  | 究極超人あ〜る                                                                  | 西園寺まりい（川村万梨阿） | 「鉄の円舞曲」  | ドラマCD『究極超人あ〜る』関連曲                                  |
| 1992年   |                                                                                 | |                 |                                                                   |
| 10月28日 | スクランブル・ウォーズ 突走れ!ゲノムトロフィーラリー オリジナルサウンドトラック | エルザ（川村万梨阿）、ルフィー（鶴ひろみ）、ポニー（富沢美智恵）、パティ（原えりこ）、ネネ（平松晶子）、キャティ（渡辺菜生子） | 「ALL MY LOVE」 | OVA『スクランブル・ウォーズ 突走れ!ゲノムトロフィーラリー』主題歌 |